# Glaucocharis tyriochrysa
Glaucocharis tyriochrysa là một loài bướm đêm trong họ Crambidae.